# Declaración de Los Pinos (Chapoltepek)
La Declaración de los Pinos (Chapoltepek) es una declaración de derechos desarrollada el 27 y 28 de febrero de 2020 durante la clausura del Año Internacional de las Lenguas Indígenas (IYIL 2019, siglas en inglés para International Year of Indigenous Languages) en el evento titulado Construyendo un Decenio de Acciones para las Lenguas Indígenas organizado por la Unesco y el gobierno de México en el Centro cultural Los Pinos, dentro del bosque Chapoltepek, en la Ciudad de México, México.
La declaración destaca la importancia de las lenguas indígenas en los sistemas de justicia, los medios de comunicación, los programas laborales y de salud. También señala el potencial de las tecnologías digitales para apoyar el uso y la preservación de esos idiomas. La declaración incluye las lecciones aprendidas durante el IYIL 2019, y los principios rectores e hitos para desarrollar el futuro plan de acción mundial para el Decenio internacional de las lenguas indígenas (2022-2032). Dentro de los principios rectores clave establece la importancia de la participación de los pueblos indígenas bajo el lema «Nada para nosotros sin nosotros». 
El documento fue elaborado y aprobado por más de 500 participantes de 50 países, entre ellos ministros de estado, líderes indígenas, investigadores, instituciones públicas y privadas y otros especialistas. La declaración fue publicada como documento bajo el título paralelo de Los Pinos [Chapoltepek] Amatlanawatilli Mahtlaktli Xihtli ma Motekipanokan Totlakatilistlahtolwan.

## Estructura
El documento consta de 30 páginas organizadas de acuerdo a la siguiente estructura:
- Preámbulo
- Principios fundamentales
- Orientaciones estratégicas
- Consideraciones temáticas
- Directrices de aplicación para el Decenio internacional de las lenguas indígenas (2022-2032)
- Calendario